# 圣米科
圣米科（法語：Saint-Micaud，法語發音：[sɛ̃ miko]）是法国索恩-卢瓦尔省的一个市镇，属于欧坦区。

## 地理
圣米科（46°41'29"N, 4°32'48"E）面积20.91 平方千米，位于法国勃艮第-弗朗什-孔泰大區索恩-卢瓦尔省，该省份为法国中部省份，北起顺时针与科多尔省、汝拉省、安省、罗讷省、卢瓦尔省、阿列省和涅夫勒省接壤。
与圣米科接壤的市镇（或旧市镇、城区）包括：蒙圣樊尚、热努伊、马里尼、勒皮莱、圣厄塞布、圣洛朗当德奈、圣普里韦。

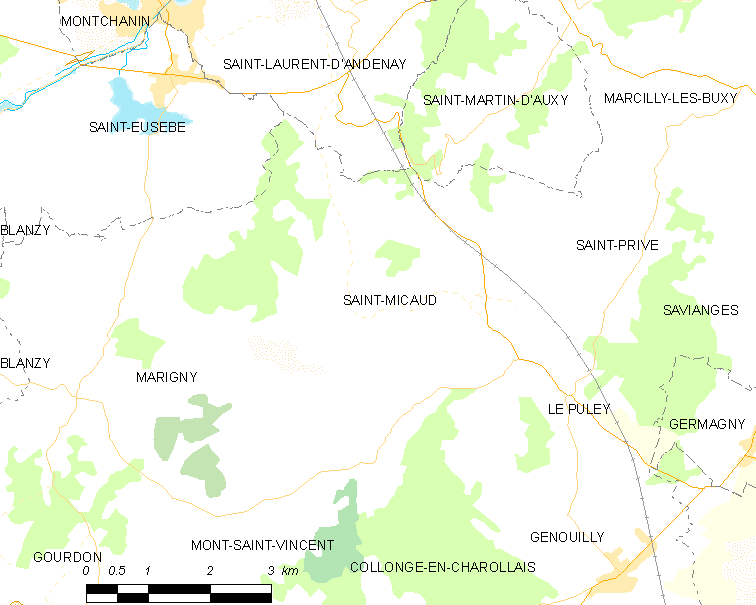
圣米科的OSM定位图

圣米科的时区为UTC+01:00、UTC+02:00（夏令时）。

## 行政
圣米科的邮政编码为71460，INSEE市镇编码为71465。

## 政治
圣米科所属的省级选区为布朗济县。

## 人口

1962-2008年间圣米科人口变化图示

圣米科于2022年1月1日时的人口数量为274人。